# Містер Піткін у тилу ворога
«Містер Піткін у тилу ворога» (англ. The Square Peg) — британська кінокомедія 1958 року режисера Джона Педді Карстейрса (John Paddy Carstairs) з серії про пригоди солдата Нормана Піткіна (Норман Віздом). Назва картини погодить від англійського фразеологізму «A square peg in a round hole» (Квадратний кілочок у круглу дірку) — тобто людина не на своєму місці. У цьому фільмі Норман Віздом грає дві різні ролі: людину, яка ремонтує дороги і нацистського генерала Шрайбера. Фільм можна дивитися дітям будь-якого віку.

## Сюжет
Друга світова війна. Землекоп містер Піткін мав броню, оскільки працював на дорожніх роботах для армії, але постійно дошкуляв військовому начальству, яке вирішило від нього позбутися, відправивши в армію разом з його начальником інженером Ґрімсдейлом. Під час своєї поїздки на базу вони переплутали вантажівки і сіли до парашутистів, які повинні були висадитися у Франції, у тилу німців.
Після приземлення, нічого не підозрюючи вони починають дорожні роботи на окупованій німцями території. Піткін вирішив піти до найближчого села купити харчів. Він заходить прямісінько до кафе, яке виявляється штаб-квартирою французького Опору. На стіні висить зображення німецького генерала, який дуже подібний до Піткіна. Тому його заманюють до підвалу, де пробують вбити, але виявляється, що він англійський солдат.
Тим часом Ґрімсдейла арештують на місці ремонтних робіт. Німецький генерал вважає що він керівник французького Опору, в той час як Ґрімсдейл думає, що генерал це перебраний Піткін. Щоб арештувати Піткіна в кафе, туди виїжджає цілий загін озброєних німців, який арештує практично всіх членів Опору, але Піткін завчасно вислизнув.
Арештованим членам Опору і містеру Ґрімсдейлові загрожує розстріл. Піткін не може цього ніяк допустити і вирішує їх врятувати використавши свою подібність до німецького генерала.
Після війни за заслуги Піткіна призначають мером міста, і тепер він стає начальником містера Ґрімсдейла.

## Акторський склад
| Актор           | Роль                               |
| --------------- | ---------------------------------- |
| Норман Віздом   | Норман Піткін/генерал Шрайбер      |
| Чепмен Едвард   | містер Ґрімсдейл начальник Піткіна |
| Онор Блекман    | сержант Леслі Картленд             |
| Кемпбелл Сінгер | сержант Лодер                      |
| Хоті Джекс      | співачка Гретхен                   |
| Брайан Уорт     | Анрі Леблан командир Опору         |
| Олівер Рід      | Ед                                 |